# Suchoj

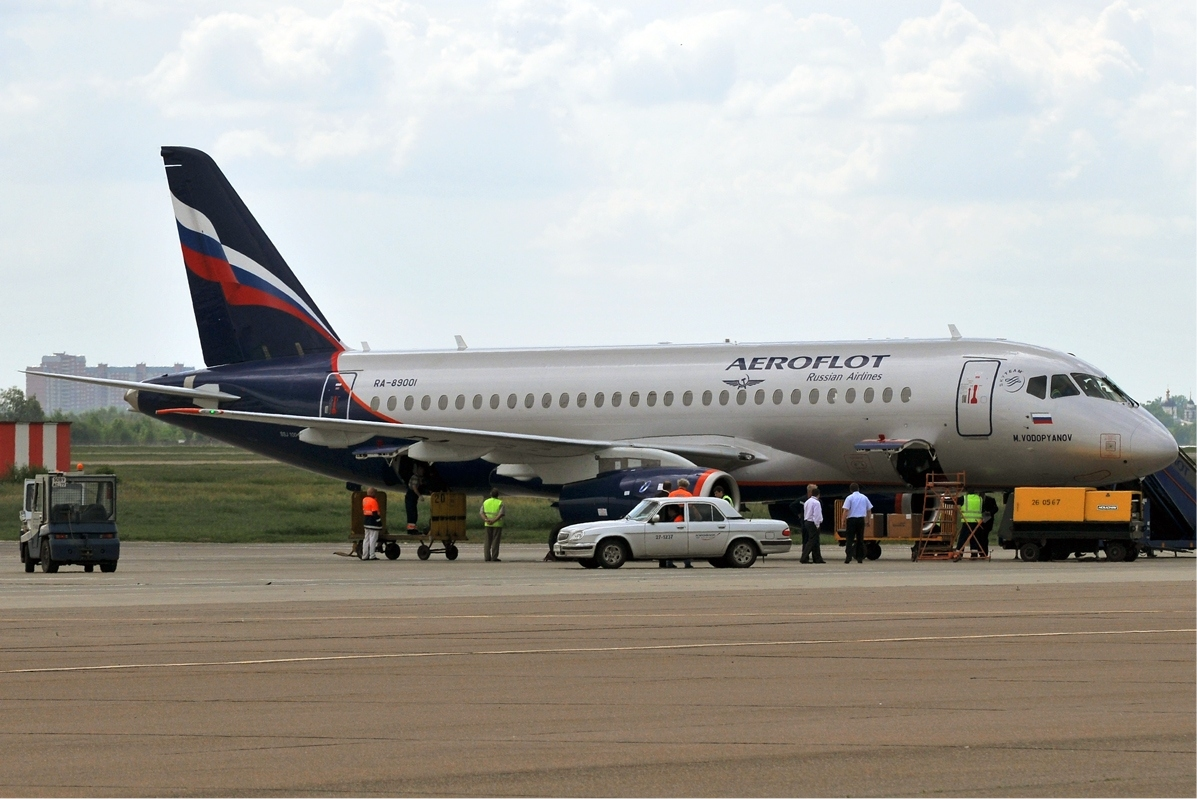
Suchoj SuperJet 100 Aerofłot

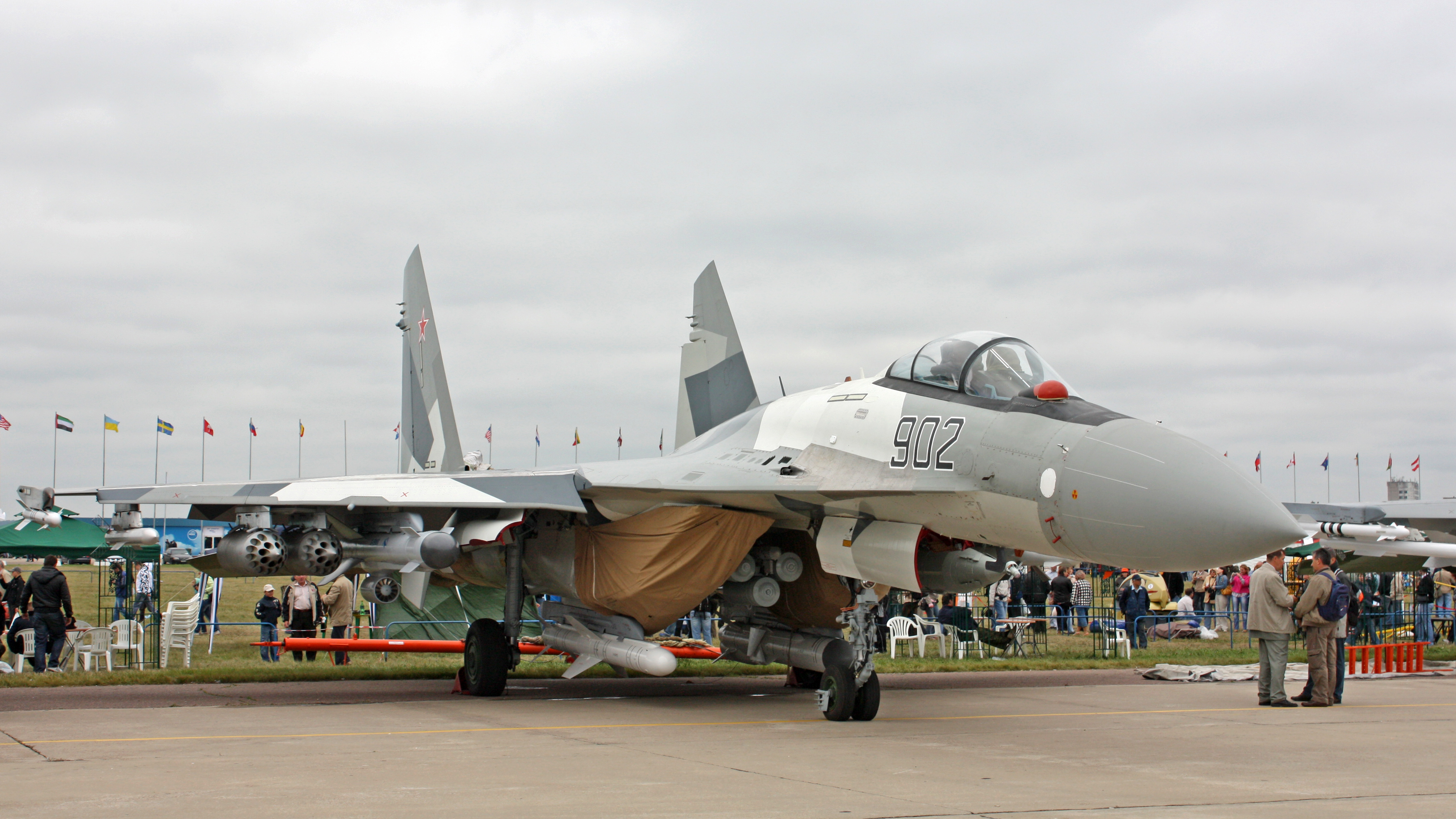
Myśliwiec Su-35

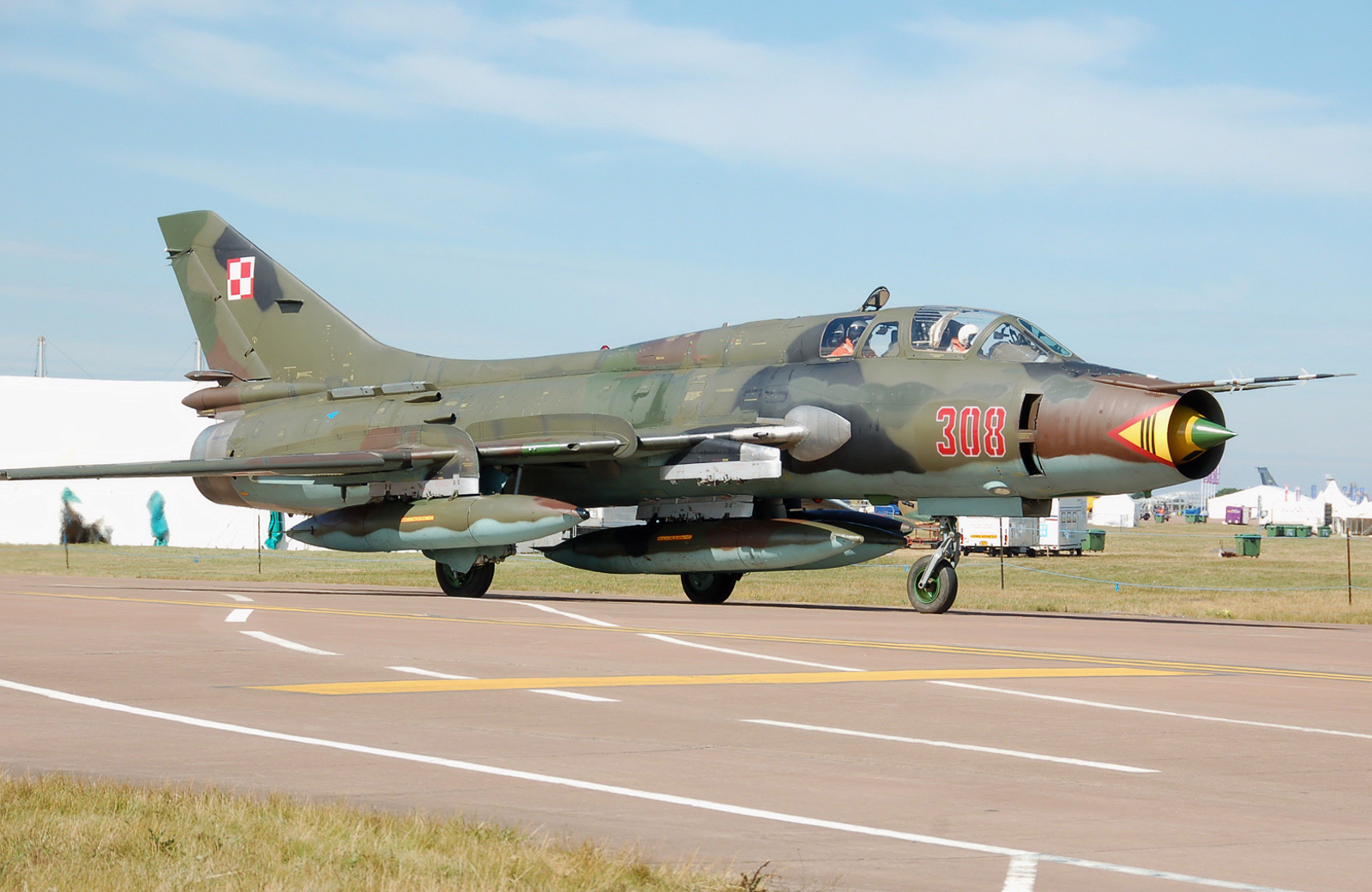
Su-22 Sił Powietrznych RP

Suchoj – nazwa radzieckich i rosyjskich samolotów konstrukcji Pawła Suchoja lub biura konstrukcyjnego im. Pawła Suchoja. Samoloty produkowane seryjnie noszą oznaczenie Su z numerem kolejnym.

## Modele wojskowe
- Su-2 – lekki bombowiec
- Su-7 – samolot myśliwsko-bombowy
- Su-9 – myśliwiec przechwytujący
- Su-11 – myśliwiec przechwytujący
- Su-15 – myśliwiec przechwytujący
- Su-17 – samolot myśliwsko-bombowy
- Su-20 – samolot myśliwsko-bombowy
- Su-22 – samolot myśliwsko-bombowy
- Su-24 – bombowiec frontowy
- Su-25 – samolot szturmowy
- Su-27 – myśliwiec przechwytujący
- Su-28 – samolot szkolno-treningowy
- Su-30 – myśliwiec wielozadaniowy
- Su-33 – myśliwiec wielozadaniowy
- Su-34 – bombowiec taktyczny
- Su-35 – myśliwiec wielozadaniowy
- Su-37 – myśliwiec wielozadaniowy
- Su-39 – samolot szturmowy
- Su-57 – myśliwiec przewagi powietrznej

## Modele cywilne
- Su-26 – samolot akrobacyjny
- Su-29 – samolot akrobacyjny
- Su-31 – samolot akrobacyjny

## Modele cywilno-wojskowe
- Su-80 – samolot wielozadaniowy

## Model pasażerski
- Suchoj Superjet 100

## Prototypy
- Su-9 (1946) – myśliwiec
- Su-10 – bombowiec
- Su-11 (1947) – myśliwiec
- Su-15 (1949) – myśliwiec przechwytujący
- Suchoj T-4 – bombowiec
- Suchoj T-10
- Su-47 – myśliwiec wielozadaniowy
- Suchoj T-50 PAK FA – myśliwiec wielozadaniowy